# Échenilleur papou
Lalage atrovirens
Espèce
Statut de conservation UICN

 LC  : Préoccupation mineure
L'Échenilleur papou (Lalage atrovirens) est une espèce d’oiseau passereau de la famille des Campephagidae.